# 上村光司
上村 光司（かみむら こうじ、1925年6月28日 - 2019年12月17日）は、日本の経営者。新潟日報社社長を務めた。新潟県出身。

## 経歴
1946年に東京帝国大学法学部政治学科を中退し、同年に新潟日報社に入社。1980年に取締役に就任し、1984年に常務、1990年1月に専務を経て、1992年1月には社長に就任。1994年12月に相談役に就任。
第四銀行非常勤監査役も務めた。
2019年12月17日脳出血のために死去。94歳没。